# Siebter Hugenottenkrieg
Der Siebte Hugenottenkrieg (1579–1580) erwuchs erneut aus der Unzufriedenheit der französischen Katholiken mit den Zugeständnissen, die den französischen Protestanten (Hugenotten) gemacht worden waren. Erneut gab es keine ernsthaften Kampfhandlungen. Daher wurde 1580 der Friede von Fleix geschlossen, der das Edikt von Beaulieu und den Frieden von Bergerac aus dem Jahre 1577 bestätigte.